# Тетрацен
Тетрацен (также известный как нафтацен) (бенз[b]антрацен,
2,3-бензантрацен,
тетрацикло-[8,8,0.03,8,012,17]-октадека-1,3,5,7,9,11,13,15,17-нонаен) — полициклический ароматический углеводород. Он выглядит как порошок бледно-оранжевого цвета. Тетрацен — это четырёхциклический представитель аценов, предыдущим представителем является антрацен (по номенкулатуре трицен) и следующим представителем которых является пентацен.
Тетрацен является органическим полупроводником, используемом в органических полевых транзисторах и органических светодиодах. В мае 2007 года исследователи из двух японских университетов: Университета Тохоку в Сендае и Университета Осаки сообщили о создании Биполярного светоизлучающего транзистора, сделанного из одного кристалла тетрацена. Биполярный означает, что электрический заряд передаётся и положительно заряженными дырками и отрицательно заряженными электронами. Тетрацен также может использоваться как активная среда в лазерах на красителях в качестве фотосенсибилизатора в хемолюминесценции.